# کناکریگ
کناکریگ (به انگلیسی: Kennacraig) یک روستا در بریتانیا است که در آرگایل و بوت واقع شده‌است.